# Fida M. Hassnain

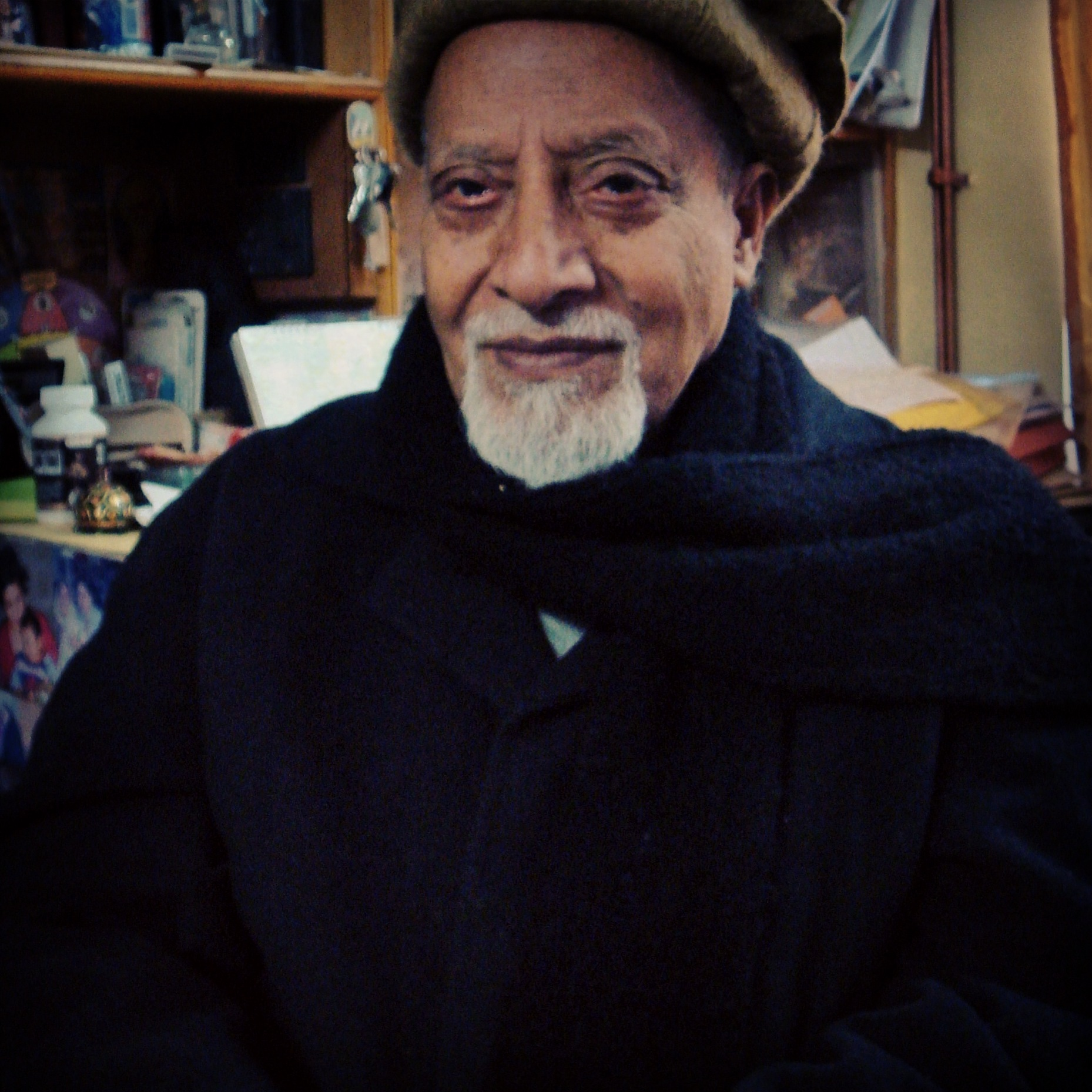

Fida Hassnain, född 22 januari 1923 i Srinagar, död 10 juli 2016, var en indisk sufier, verksam som helare och samarbetande med olika new age-inrättningar på olika ställen i Västeuropa.
Hassnain har skrivit boken A Search for the Historical Jesus (2004), där han hävdar att evangelisternas Jesus överlevde korsfästelsen och flydde med Maria Magdalena och brodern Thomas till Kashmir. Jesus framlevde sedan missionerandes sina dagar i nuvarande Pakistan, där han tillbringat ungdomen och dog slutligen av ålder i Srinagar (i nuvarande unionsterritoriet Jammu och Kashmir). Ahmadiyya-rörelsen anser att denne Jesus är begravd strax utanför Srinagar och graven påstås ha vaktats av en och samma familj hela tiden sedan dess.